# 東宗谷農業協同組合
東宗谷農業協同組合（ひがしそうやのうぎょうきょうどうくみあい、英称：JA Higashisoya ）は北海道浜頓別町に本所を置く農業協同組合である。略称はJAひがし宗谷。当農協の担当地区は 宗谷総合振興局管内の、浜頓別町・中頓別町・猿払村の一円の地域である。

## 概要
2000年（平成12年）に、浜頓別町農協、猿払村農協が合併し、東宗谷農協が発足。
2021年（令和3年）3月に、中頓別町農協を合併した。
ほとんどの農産品は、乳牛と肉牛であり、酪農地帯である。

## 事務所の一覧
カッコ内は所在地
- 本所（枝幸郡浜頓別町大通2丁目19）
- 猿払支所（宗谷郡猿払村鬼志別西町51）
- 中頓別支所（枝幸郡中頓別町中頓別23-2）

## 脚註
1. ↑  東宗谷農協と中頓別町農協が3月合併へ調印式酪農スピードニュース 2020/10/14